# Patricia Retamoza Vega
Patricia Elena Retamoza Vega (31 de marzo de 1959) es una académica, sindicalista y política mexicana, miembro del Partido Revolucionario Institucional (PRI). Fue en dos ocasiones diputada federal y en una diputada al Congreso de Jalisco.

## Biografía
Es licenciada en Contaduría Pública por la Universidad de Guadalajara (UdeG). Misma institución en la que se ha desempeñado como docente, comenzando en 1980 cuando ingresó como docente en el Centro Vocacional de Actividades Administrativas Humanidades y Pedagógicas (CVAAHyP). En 1992 inició su militancia en el PRI, donde ha sido entre muchos cargos, consejera política municipal, estatal y nacional.
Como integrante del Sindicato de Trabajadores Académicos de la Universidad de Guadalajara (STAUdeG) ha sido en 2000 secretaria de Prestaciones y Servicios; de ese mismo año a 2006 fue secretaria adjunta a la presidencia del comité estatal del PRI y en 2003 fue secetaria general y luego secretaria de Relaciones del STAUdeG. En el mismo año 2003 fue elegida diputada federal suplente por el Distrito 15 de Jalisco, siendo propietario José Manuel Carrillo Rubio. Ocupó el cargo en la LIX Legislatura durante un breve periodo entre el 23 de febrero y el 30 de marzo de 2006 durante una licencia del titular.
En 2004 fue directora de la Escuela de Educación Media Superior de Ocotlán y en 2005 directora de la Escuela Preparatoria Núm. 6 de la Universidad de Guadalajara (UdeG). De 2006 a 2009 fue presidenta de la Federación Nacional de Sindicatos Universitario (FNSU). En 2007 es elegida secretaria general del comité estatal del PRI, en fórmula junto con Javier Guízar Macías, asumiendo el cargo en 2008; Guízar renunció al cargo el 25 de abril de 2009 tras una crisis política interna, correspondiéndole sustituirlo como presidenta del comité estatal.
En las elecciones del mismo 2009 es elegida diputada a la LIX Legislatura del Congreso del Estado de Jalisco de 2010 a 2013 por el principio de representación proporcional. En esta legislatura ocupó los cargos de presidenta de la comisión de Hacienda y Presupuestos; y vocal de las comisiones de Higiene y Salud Pública; de Cultura; de Desarrollo Económico; de Educación: de Vigilancia; y, de Responsabilidades. Solicitó licencia al cargo en 2012, al ser elegida por segunda ocasión para el cargo de diputada federal, esta vez por el principio de representación proporcional. Ejerció el cargo de 2012 a 2015 en la LXII Legislatura, en donde fue secretaria de las comisiones de Ciencia y Tecnología, de Economía; de Presupuesto y Cuenta Pública; y, de Vigilancia de la Auditoría Superior de la Federación; e integrante de las comisiones de Educación Pública y Servicios Educativos; y, de Igualdad de Género; así como vicepresidenta de la Mesa Directiva de 2012 a 2013.